# تیوکربونیل‌دی‌ایمیدازول
۱٬۱'-تیوکربونیل‌دی‌ایمیدازول (TCDI) یک تیواوره شامل دو حلقه ایمیدازول است. این ماده آنالوگِ گوگردِ کربونیدیل ایمیدازول (CDI) است که یک واکنشگر جفت کننده پپتید است.

## سنتز
TCDI به صورت تجاری در دسترس است اما می‌تواند از طریق واکنش تیوفسژن با دو اکی‌والان ایمیدازول نیز تهیه شود.